# Liste der ÖRK-Mitgliedskirchen in Lateinamerika
Die Liste der ÖRK-Mitgliedskirchen in Lateinamerika erfasst die Mitglieder des Ökumenischen Rats der Kirchen, geordnet nach den Staaten, in denen sie ihren Hauptsitz haben. 
| Hauptsitz (Staat) | Kirche                                                      | Kirchenfamilie                                | Mitgliederzahl |
| ----------------- | ----------------------------------------------------------- | --------------------------------------------- | -------------- |
| Argentinien       | Anglikanische Kirche Südamerikas                            | Anglikanische Kirchen                         | 22.500         |
| Argentinien       | Kirche Gottes                                               | Pfingstkirchen                                | 8.000          |
| Argentinien       | Christlich-Biblische Kirche                                 | Pfingstkirchen                                | 30.000         |
| Argentinien       | Kirche der Jünger Christi                                   | Jünger Christi / Kirchen Christi              | 700            |
| Argentinien       | Evangelische Kirche am La Plata                             | Vereinigte und sich vereinigende Kirchen      | 25.150         |
| Argentinien       | Evangelisch-Methodistische Kirche von Argentinien           | Methodistische Kirchen                        | 8.940          |
| Argentinien       | Vereinigte Evangelisch-Lutherische Kirche                   | Lutherische Kirchen                           | 11.000         |
| Bolivien          | Bolivianische Evangelisch-Lutherische Kirche                | Lutherische Kirchen                           | 20.000         |
| Bolivien          | Evangelisch-Methodistische Kirche in Bolivien               | Methodistische Kirchen                        | 9.053          |
| Brasilien         | Bischöflich-Anglikanische Kirche von Brasilien              | Anglikanische Kirchen                         | 120.000        |
| Brasilien         | Evangelische Kirche Lutherischen Bekenntnisses in Brasilien | Lutherische Kirchen                           | 715.959        |
| Brasilien         | Unabhängige Presbyterianische Kirche von Brasilien          | Reformierte Kirchen                           | 95.000         |
| Brasilien         | Methodistische Kirche in Brasilien                          | Methodistische Kirchen                        | 162.424        |
| Brasilien         | Vereinigte Presbyterianische Kirche von Brasilien           | Reformierte Kirchen                           | 4.762          |
| Chile             | Evangelisch-Lutherische Kirche in Chile                     | Lutherische Kirchen                           | 3.000          |
| Chile             | Kirche der Freien Pfingstmissionen von Chile                | Pfingstkirchen                                | 13.600         |
| Chile             | Methodistische Kirche von Chile                             | Methodistische Kirchen                        | 9.882          |
| Chile             | Pfingstkirche von Chile                                     | Pfingstkirchen                                | 125.000        |
| Chile             | Pfingstkirchliche Mission                                   | Pfingstkirchen                                | 9.000          |
| El Salvador       | Baptistenvereinigung von El Salvador                        | Baptistengemeinden                            | 4.427          |
| El Salvador       | Salvadorianische Lutherische Synode                         | Lutherische Kirchen                           | 15.000         |
| Kolumbien         | Presbyterianische Kirche von Kolumbien                      | Reformierte Kirchen                           | 12.000         |
| Mexiko            | Methodistische Kirche von Mexiko                            | Methodistische Kirchen                        | 50.000         |
| Nicaragua         | Baptistenbund von Nicaragua                                 | Baptistengemeinden                            | 25.000         |
| Nicaragua         | Brüder-Unität in Nicaragua                                  | Brüder-Unität und historische Friedenskirchen | 82.944         |
| Peru              | Methodistische Kirche von Peru                              | Methodistische Kirchen                        | 32.000         |
| Uruguay           | Evangelisch-Methodistische Kirche in Uruguay                | Methodistische Kirchen                        | 1.000          |